# Teatro di verzura

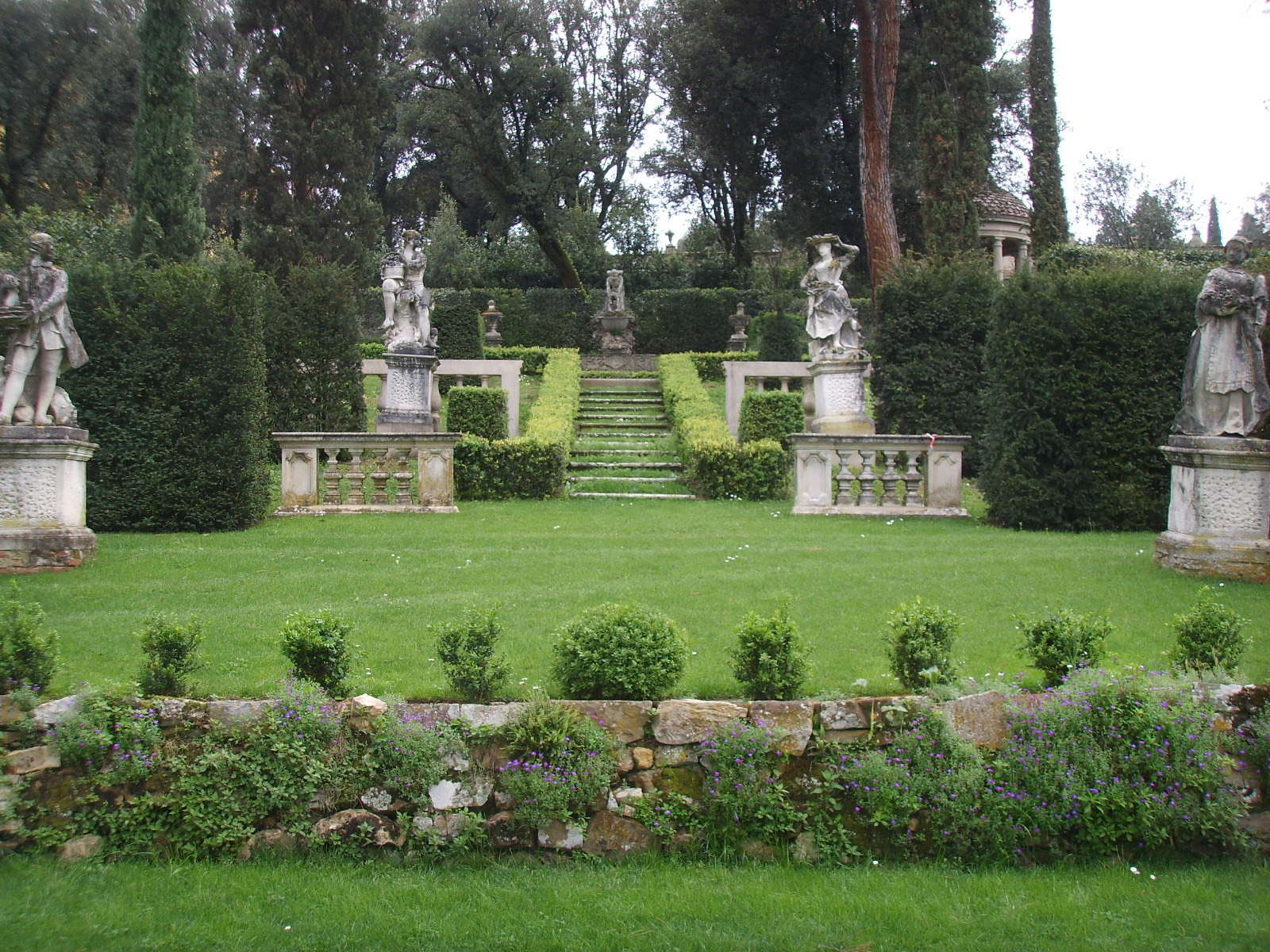
Il teatro di verzura di villa La Pietra, Firenze

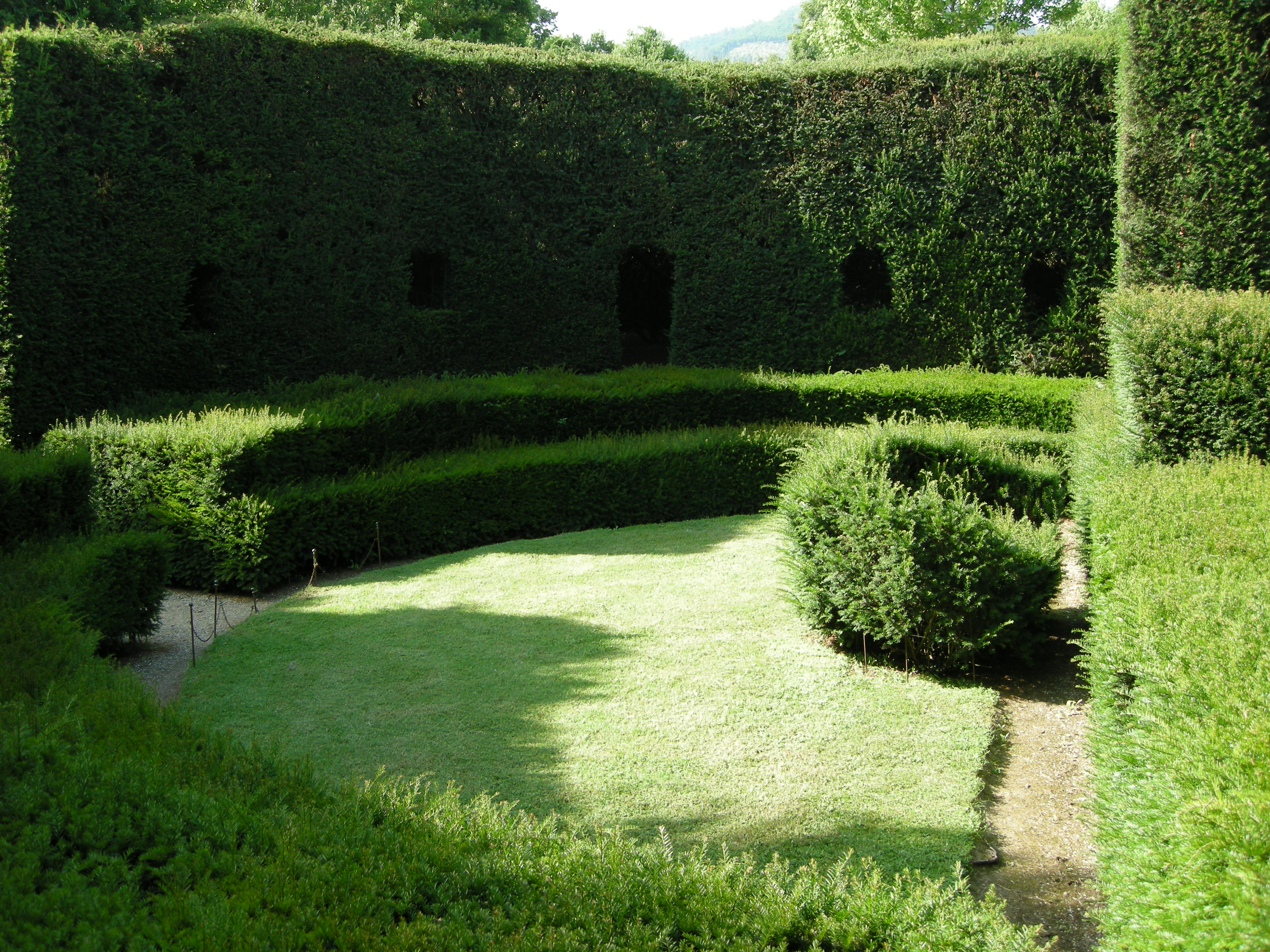
La "platea" del teatro di verzura della villa Reale di Marlia, Capannori (Lucca)

Il teatro di verzura è un elemento tipico dei giardini all'italiana a partire dal XVIII secolo.
Nel periodo della moda delle rappresentazioni teatrali quali svago delle corti, si iniziò a costruire veri e propri teatri all'aperto da usare nel periodo estivo che, nel caso di giardini elaborati di ville e palazzi, venivano anche costruiti con la vegetazione.
Essi venivano chiamati teatri verdi o di verzura perché le quinte, la scenografia e altri elementi erano interamente vegetali, mentre il palcoscenico consisteva di solito in un praticello rialzato. Per la creazione delle quinte si usavano spesso siepi di bosso sagomate; il palcoscenico era poi decorato spesso da statue che magari alludevano ai temi della commedia e della tragedia oppure alla commedia dell'arte.

## Ville e conventi con un teatro di verzura
- Villa Bernardini, Lucca

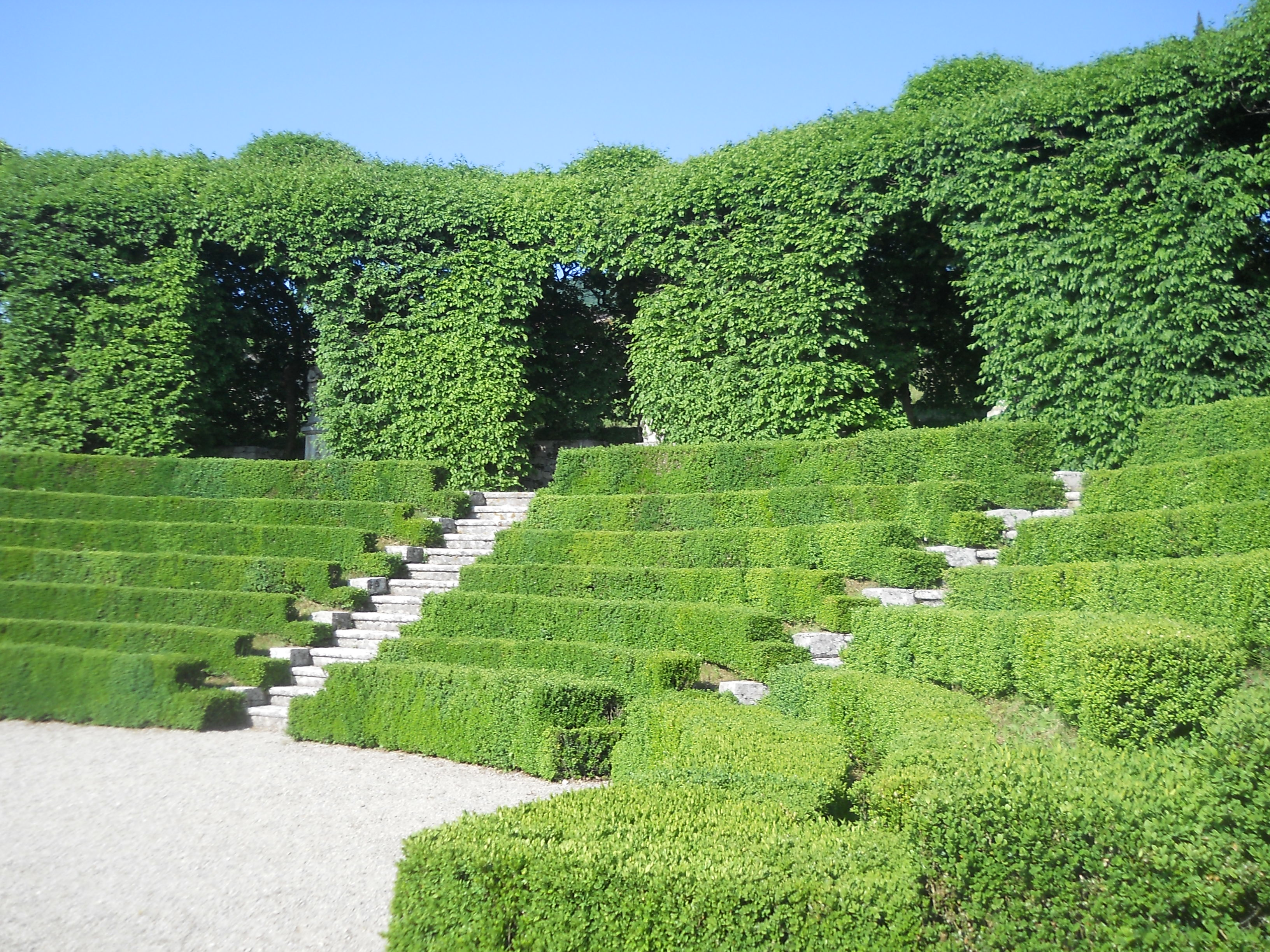
Teatro di verzura presso il giardino di Pojega della villa Rizzardi, Negrar

- Villa di Bibbiani, Capraia e Limite
- Villa Caprile, Pesaro
- Villa Castelnuovo, Palermo
- Villa Chigi, Siena
- Villa di Corliano, Pisa
- Villa di Corte Vecchia, Semproniano
- Villa Farina, Cortona
- Villa Floridiana, Napoli
- Villa Garzoni, Collodi
- Villa di Geggiano, Castelnuovo Berardenga
- Villa Grabau, Lucca
- Villa La Pietra, Firenze
- Villa di Monaciano, Castelnuovo Berardenga
- Villa Reale di Marlia, Capannori
- Villa Rizzardi, Negrar
- Convento delle Oblate, Borgo a Mozzano
- Villa d'Ayala-Valva, Valva
- Villa La Posta di Petraglia, Monteriggioni

## Boschi e foreste con un teatro di verzura
- Foresta della Carpaneta, Bigarello